# Puebla de Cazalla (kommun i Spanien)
Puebla de Cazalla är en kommun i Spanien.   Den ligger i provinsen Provincia de Sevilla och regionen Andalusien, i den södra delen av landet, 400 km söder om huvudstaden Madrid. Antalet invånare är 11 556.